# オンワードオークス
オンワードオークスは2008年度までXリーグに加盟、活動していた社会人アメリカンフットボールチームである。

## チーム概要
- 1980年にオンワード樫山の実業団チームオンワードオークスとして創部。
- 1990年に東京スーパーボウル（現ジャパンエックスボウル）初出場。
- 1992年のライスボウルで関西学院大学ファイターズを破り初の日本一。
- 2001年にチーム強化を図り別個の実業団チームすかいらーくスカイラークスと合併し、オンワードとすかいらーくの双方をチーム名に取り入れたクラブチーム「オンワードスカイラークス」として新たに創部した（厳密には「スカイラークス」は造語）。通称は、「ON-SKY」または「OS」。この形態で7年間活動した。
- 専用グラウンドとして神奈川県相模原市淵野辺に総天然芝のOSフィールドを使用していた（チームの活動停止と共に閉鎖され、跡地には2014年3月にマンションが分譲された）。
- 元大相撲第66代横綱、花田勝が大相撲引退後の2001年、アメリカンフットボールのプロ選手を目指した際に所属していたチームでもある。
- 2008年シーズンからは、すかいらーくが支援を休止することで、クラブチームを継続しつつ、オンワードの実業団当時のチーム名「オンワードオークス」に戻すことが2008年3月3日に発表された。チームの運営はオンワードホールディングス傘下の株式会社オンワードスカイラークスが行っていたが、これを機にこちらも株式会社オンワードオークスに変更された。
- 2008年12月18日、支援企業のオンワードホールディングスが、業績悪化から2008年度限りで支援ならびにチーム活動を停止することを発表した。
- 2009年3月、オンワードの選手が主体となった新クラブチーム「相模原ライズ」を結成することを発表。オンワード廃部により、新規参入扱いとなるため、2009年度はX3に参加した。

## 主な成績

### オンワードオークス（実業団）時代
- 1990年度東京スーパーボウル準優勝（初出場）
- 1991年度東京スーパーボウル優勝、ライスボウル優勝
- 1994年度東京スーパーボウル準優勝
- 1996年度東京スーパーボウル準優勝

### オンワードスカイラークス時代
- 2003年度ジャパンエックスボウル優勝、ライスボウル準優勝
- 2006年度ジャパンエックスボウル優勝、ライスボウル優勝